# 浅野尚志
浅野 尚志（あさの たかし、1989年10月20日 - ）は、日本の作詞家、作曲家、編曲家。東京大学工学部出身。フリーランス。ヒルネ逃避行のメンバー。

## 提供作品
AKB48
- 「さくらんぼと孤独」（編曲）

おおきゆりね
- 「僕の街で釣れない君」（編曲・プログラミング・ギター・ベース）[1]
- 「ディープブルーティーンエイジャー」（編曲・プログラミング・ギター・ベース・バイオリン）
- 「神様になれないなら」（編曲・プログラミング・リードギター）

乙女新党
- 「ときめき☆パラドックス」（作詞・作曲・共編曲）（編曲はTak Miyazawaと共作）
- 「乙女新党のうた」（共作詞・作曲・編曲）（作詞は三田卓人と共作）
- 「お受験ロッケンロール」（作詞・作曲・編曲・ギター・ベース）
- 「サクラカウントダウン」（作曲・編曲）
- 「胸を張ってこう!」（作詞・作曲）
- 「乙女の365日」（作詞・作曲・編曲）
- 「始まりのうた」（作曲・編曲・ギター・ベース・ヴァイオリン）
- 「世界で一番君が好き」（作詞・作曲・編曲）
- 「新・乙女新党のうた」（共作詞・作曲・編曲）（作詞は三田卓人と共作）

カノエラナ
- 「ヒトミシリ」（編曲）
- 「カノエラナです。」（編曲）
- 「真夏に片想い?」（作曲・編曲）
- 「へるぷみー!」（編曲）
- 「START」（作曲・編曲）
- 「モットアタシヲ」（作曲・編曲）
- 「I」（編曲・プロデュース）
- 「シャトルラン」（共作曲・編曲）（作曲はカノエラナと共作）
- 「恋する地縛霊」（編曲）
- 「My World」（作曲・編曲）
- 「夏の祭りのわっしょい歌」（編曲）
- 「あたしの彼氏は二次元の人」（編曲）
- 「大事にしてもらえよ」（編曲）
- 「トーキョー」（共作曲・編曲・プログラミング・ギター・ベース・キーボード）（作曲はカノエラナと共作）
- 「おーい兄ちゃん」（編曲・プログラミング・プロデュース・ギター・ベース・キーボード）
- 「マネキネコ」（作曲・編曲・プログラミング・プロデュース・ギター・ベース・キーボード）
- 「ひとりかく恋慕」（編曲・プログラミング・プロデュース・ギター・ベース・キーボード）
- 「ピザまん」（作曲・編曲・プログラミング・プロデュース・ギター・ベース・キーボード）
- 「恋とか愛とかそーいうの」（編曲・プロデュース・アコースティックギター）
- 「私立カノエ厨学校校歌」（プロデュース）
- 「バレンタインのうた」（プロデュース）
- 「本能的恋愛のすゝめ (Kokku Remix)」（リミックス）

神宿
- 「全身全霊ラプソディ」

KinKi Kids
- 「もう一度信じて」（編曲）
- 「Be with me」（作詞・作曲・編曲）
- 「Where is」（編曲）

寿美菜子
- 「Ambitious map」（作曲・編曲）

近藤夏子
- 「前向いちゃって、走っちゃって、転んじゃって ～こんな自分です。スキです。か?～」（編曲・ストリングスアレンジ・ギター・ベース）

さきどり発進局
- 「仮免デスティニー」（作詞・作曲・編曲）

鈴村健一
- 「アインシュタインのように」（作曲・編曲・ギター）

スターダストプロモーション関連
- S★スパイシー
  - 「私を二郎に連れてって」（編曲）

- 七福みゅ～ず
  - 「フクキタルン」（作詞・作曲・編曲）

- TEAM SHACHI
  - 「恋人はスナイパー」（作詞・作曲・編曲）
  - 「トリプルセブン」（作詞・作曲・編曲・プログラミング・ギター・ベース）
  - 「ザ・スターダストボウリング」（作詞・作曲・編曲）
  - 「乙女受験戦争」（作詞・作曲・編曲）
  - 「そこそこプレミアム」（作詞・作曲・編曲・ギター・ベース）
  - 「勝手にハイブリッド」（作詞・作曲・編曲・ギター・ベース）
  - 「エンジョイ人生」（作詞・作曲・編曲）
  - 「抱きしめてアンセム」（作詞・作曲・編曲）
  - 「カントリーガール」（作詞・作曲・編曲）
  - 「Sweet Memories」（作詞・作曲・編曲・ギター・ベース・ヴァイオリン）
  - 「いけいけハリウッド」（作詞・作曲・編曲）
  - 「じりじり夏活委員会」（作曲・編曲）
  - 「BASYAUMA ROCK」（作曲・編曲・ギター・ベース）
  - 「JOINT」（編曲・プログラミング・ギター・ベース）
  - 「NIGI2 WONDERLAND」（作詞・作曲・ベース）
  - 「ちぐはぐ・ランナーズ・ハイ」（作詞・作曲・編曲・プログラミング・ギター・ベース・キーボード）
  - 「夢の途中」（作詞・作曲・編曲・プログラミング・ギター・ベース・キーボード）
  - 「ケモノノハナミチ」（作詞・作曲・編曲）
  - 「ULTRA 超 MIRACLE SUPER VERY POWER BALL」（作詞・作曲・編曲・プログラミング・ギター・ベース）
  - 「プロフェッショナル思春期」（SAKRAと共作曲）
  - 「完全満足NGY」（作詞・作曲・編曲・プログラミング・ベース）
  - 「ロードムービー」（作詞・作曲・編曲・プログラミング・ギター・ベース）
  - 「ら・ら・ら・アイドル」（作詞・作曲・編曲）
  - 「レディオにおねがい」（作詞・編曲）
  - 「耳をすませば」（作詞・作曲）
  - 「JUMP MAN」（作詞・作曲・編曲）
  - 「雨天決行」（作詞・作曲・編曲）
  - 「Hello, TEAM SHACHI」（共作詞・作曲）（作詞はメンバーと共作）
  - 「DREAMER」（作曲・共編曲）（編曲は山森大輔と共同）
  - 「番狂わせてGODDESS」（作詞・作曲・編曲）
  - 「こだま」（作詞・作曲）
  - 「One-One-Love」（作詞・作曲・編曲、大黒柚姫ソロ曲）
  - 「解凍ガール」（作詞・作曲・編曲）

- 超特急
  - 「超えてアバンチュール」（作詞・作曲・編曲）
  - 「メタルなかよし」（作詞・作曲・編曲）

SEKAI NO OWARI
- 「LOVE SONG」（メンバーと共編曲）

ディアステージ関連
- でんぱ組.inc
  - 「バリ3共和国」（作詞・作曲・編曲）
  - 「最Ψ最好調!」（作詞・作曲・編曲・ギター・ベース）
  - 「ギラメタスでんぱスターズ」（作曲・編曲・プログラミング・ギター・ベース）
  - 「Ψ発見伝!」（編曲・プログラミング・ギター・ベース）
  - 「エバーグリーン」（作曲・編曲）
  - 「なんてったってシャングリラ」（作詞・作曲・編曲・ギター・ベース）
  - 「でんぱな世界 〜It’s a dempa world〜」（作曲・編曲）
  - 「ダンス ダンス ダンス」（作詞・作曲・編曲・ギター・ベース・ヴァイオリン）
  - 「GOGO DEMPA」（作曲・編曲・ギター・ベース）
  - 「ファンファーレは僕らのために」（作詞・作曲・編曲・ギター・ベース）
  - 「Dem Dem X’mas」（作詞・作曲・編曲・ギター・ベース）
  - 「ユメ射す明日へ」（作詞・作曲・編曲・ギター・ベース）
  - 「WWDBEST」（小池雅也、Tom-H@ck、玉屋2060%、釣俊輔と共作曲）
  - 「愛が地球救うんさ！だってでんぱ組.incはファミリーでしょ」（作曲・編曲）
  - 「なんと！世界公認 引きこもり！」（作曲）
  - 「ポジティブ☆ストーリー」(作曲)
  - 「でんぱでぱーちゃー」（作曲・編曲）

- 虹のコンキスタドール
  - 「やるっきゃない! 2015」（作詞・作曲・編曲）
  - 「ミライ上々!!」（作詞・作曲・編曲）
  - 「レトルト 〜華麗なる愛〜」（編曲）
  - 「in (door) the Summer」（作詞・作曲・編曲）
  - 「本命ショコラティエ」（作曲・編曲）
  - 「愛をこころにサマーと数えよ」(編曲)
  - 「Snowing Love」(作詞・作曲・編曲)
  - 「Waiting Wedding」（作曲・編曲）
  - 「ふたりのシュプール」（作詞・作曲・編曲・ギター・ベース）
  - 「恋・ホワイトアウト」（作詞・作曲・編曲）
  - 「ナミダ、あわ雪」 (作詞・作曲・編曲)
  - 「ココロPRISM」(作詞・作曲・編曲)
  - 「夢の輪郭」(作曲)
  - 「僕はキミだけのおばけちゃん」(作曲・編曲)
  - 「運命線上のButterfly」(作曲・編曲)
  - 「想いが積もる、午前2時。」(作曲・編曲)
  - 「キョーリョク・パートナー」（作曲・編曲）
  - 「無敵アイドルストーリー」（編曲）
  - 「HIGH FLYER」（編曲）
- ベボガ!（虹のコンキスタドール黄組）
  - 「OVERTURE」（作曲・編曲）
  - 「かちとばせ! 栄光のレインボー」（作詞・作曲・編曲）
- ミームトーキョー
  - 「でんでんぱっしょん」（編曲）
  - 「バリ3共和国」（作曲）
  - 「レトロフューチャー」（作曲・編曲）
  - 「レトロフューチャー - 2021Remix」（作曲・編曲）
  - 「リアリティ・ウォー」（作曲・編曲）
  - 「ROAR」（作曲・編曲）
  - 「リバーズ・エンド」(作曲・編曲)
- リルネード
  - 「ラビンNν」（作詞・作曲・編曲）
  - 「ラッタパリニャ」（作詞・作曲・編曲）
  - 「クレイジーアラーム」（作詞・作曲・編曲）
  - 「Overture」（作曲・編曲）
  - 「純白のリルネード 」（作曲・編曲）
  - 「オトメ・オルメタ」(作曲・編曲)
  - 「東京プリンセス」(作曲・編曲)
  - 「ぎゅっとして！」（編曲）
  - 「夏のレコードがまわりだす」（作曲・編曲）
  - 「今夜、ロマンチック劇場で」（作曲・編曲）
  - 「Sweet Second Date」（作曲・編曲）
  - 「マダガスカルはどこですか？」（編曲）
  - 「魔法のドレスコード」（作曲・編曲）
  - 「きらめき、いま、見えるでしょ？」（作曲・編曲）

トミタ栞 feat. Ladybeard
- 「バレンタイン・キッス」（編曲）

THE 夏の魔物
- 「キカイノココロ」（作曲・編曲）
- 「爆裂レボリューション」（作曲・編曲）
- 「どきめきライブ・ラリ」（編曲）
- 「僕と君のロックンロール」（作曲・編曲）
- 「over the hill」（共作曲・編曲）（作曲は成田大致と共作）
- 「魔物、BOM-BA-YE 〜魂ノ覚醒編〜」（編曲）
- 「恋の天国はケモマモハート」（共作曲・編曲）（作曲はROLLYと共作）
- 「誰にも邪魔されない部屋で始まる君のための協奏曲、第壱楽章」（共作曲・編曲）
- 「コンプレクサー狂想組曲」（共作曲・編曲）
- 「音楽の魔物」（共作曲・編曲）
- 「生きとし生けるすべてのバカ者たちへ」（共作曲・編曲）

新山詩織
- 「Sweet Road」（編曲・サウンドプロデュース・ピアノ・バイオリン）
- 「LIFE」（共作曲・編曲・サウンドプロデュース・ピアノ）（作曲は新山詩織と共作）

NICO Touches the Walls
- 「夢1号」（NICO Touches the Wallsと共プロデュース・キーボード）
- 「Mr.ECHO」（NICO Touches the Wallsと共プロデュース・キーボード）
- 「チェインリアクション」（プログラミング・NICO Touches the Wallsと共プロデュース・キーボード）
- 「天地ガエシ」（NICO Touches the Wallsと共プロデュース）
- 「TOKYO Dreamer」（NICO Touches the Wallsと共プロデュース）
- 「バケモノ」（NICO Touches the Wallsと共プロデュース）
- 「まっすぐなうた」（NICO Touches the Wallsと共プロデュース）
- 「渦と渦」（NICO Touches the Wallsと共編曲）
- 「マシ・マシ」（NICO Touches the Wallsと共プロデュース）
- 「MOROHA IROHA」（NICO Touches the Wallsと共プロデュース）
- 「mujina」（NICO Touches the Wallsと共プロデュース）
- 「Funny Side Up!」（NICO Touches the Wallsと共プロデュース）
- 「カレキーズのテーマ」（NICO Touches the Wallsと共プロデュース）
- 「bud end」（NICO Touches the Wallsと共プロデュース）
- 「Ginger lily」（NICO Touches the Wallsと共プロデュース）
- 「VIBRIO VULNIFICUS」（NICO Touches the Wallsと共プロデュース）
- 「SHOW」（NICO Touches the Wallsと共プロデュース）
- 「アビダルマ」（NICO Touches the Wallsと共プロデュース）
- 「ストロベリーガール」（NICO Touches the Wallsと共プロデュース・オルガン）
- 「(who)」（光村龍哉と共プログラミング）
- 「フィロローグ」（NICO Touches the Wallsと共プロデュース）
- 「エーキューライセンス」（NICO Touches the Wallsと共プロデュース）
- 「ブギウギルティ」（NICO Touches the Wallsと共プロデュース・キーボード）
- 「ニワカ雨ニモ負ケズ (Album Mix)」（NICO Touches the Wallsと共プロデュース）
- 「勇気も愛もないなんて」（NICO Touches the Wallsと共プロデュース）
- 「パンドーラ」（NICO Touches the Wallsと共プロデュース）

二丁目の魁カミングアウト
- 「ボクの夢はお嫁さん」（作曲・編曲）

PUFFY
- 「パフィピポ山」（編曲）
- 「ファンタジーシアター」（編曲）

堀江由衣
- 「innocent note」（編曲・プログラミング）

Mye
- 「小さなサンタクロース ～Green Christmas Mix～」（編曲）

雪乃
- 「RanTiKi」（作詞・作曲・編曲）
- 「Miserable Rain」（作詞・作曲・編曲）
- 「Magic hour」（作詞・作曲・編曲）
- 「A -エース-」（作詞・作曲・編曲）
- 「Betty」（作詞・作曲・編曲）
- 「恋はやめられない」（作詞・作曲・編曲）
- 「羊のマーチ」（作詞・作曲・編曲）

吉木りさ
- 「A Risa In Wonderland」（賀佐泰洋と共編曲）

吉田山田
- 「SMILE」（吉田山田と共編曲）
- 「明日がくるよ」（編曲）
- 「僕らのためのストーリー」（吉田山田と共編曲）
- 「未来」（編曲）
- 「泣いて泣いて」（吉田山田と共編曲）
- 「逢いたくて」（吉田山田と編曲・ピアノ）
- 「新しい世界へ」（編曲）

吉田凜音
- 「#film」（編曲）

Lily of the valley
- 「誕生前夜」（作曲・編曲）
- 「rain melody」（作曲・編曲）
- 「リリバリダ」（作曲・編曲）
- 「fighting flag」（作曲・編曲）
- 「9月の風」（作曲・編曲）
- 「LOV」（作曲・編曲）
- 「3月33日」（作曲・編曲）
- 「マリー・マリオネット」（作曲・編曲）

LinQ
- 「ウェッサイ!! ガッサイ!!」（作曲）

LADYBABY
- 「ニッポン饅頭」（作曲・編曲）
- 「アゲアゲマネー 〜おちんぎん大作戦〜」（作詞・作曲・編曲）
- 「セシボン・キブン」（作曲・編曲・ギター・ベース）
- 「上々上湯」（作曲・編曲）
- 「Easter Bunny」（作曲・編曲・プログラミング・ギター・ベース）
- 「Me! Me! Me!」（作詞・作曲・編曲）

### アニメソング
- ヒーローバンク
  - 「かせげ! ジャリンコヒーロー」（共作詞・作曲・編曲）（作詞は結城昌弘と共作）
- あはれ!名作くん
  - 「名作とか言うてますけれど」（作曲・編曲）

## 劇伴作品
- 伝えてピカッチ